# Spermacoce articularis
Spermacoce articularis là một loài thực vật có hoa trong họ Thiến thảo. Loài này được L.f. miêu tả khoa học đầu tiên năm 1782.

## Hình ảnh

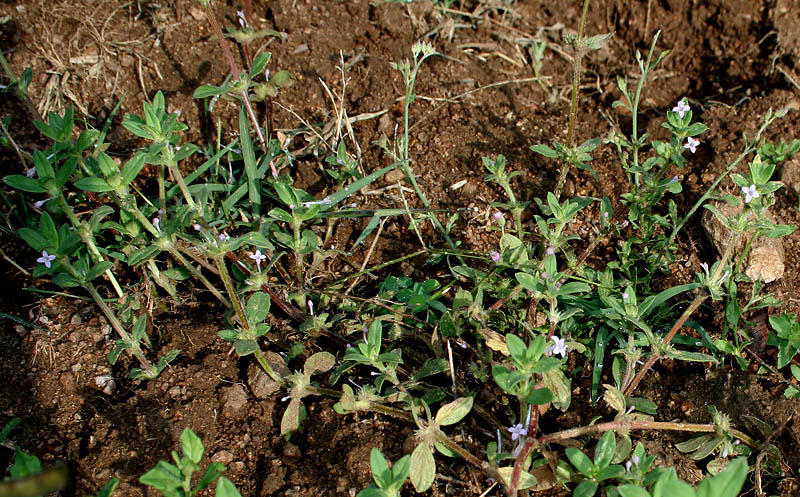
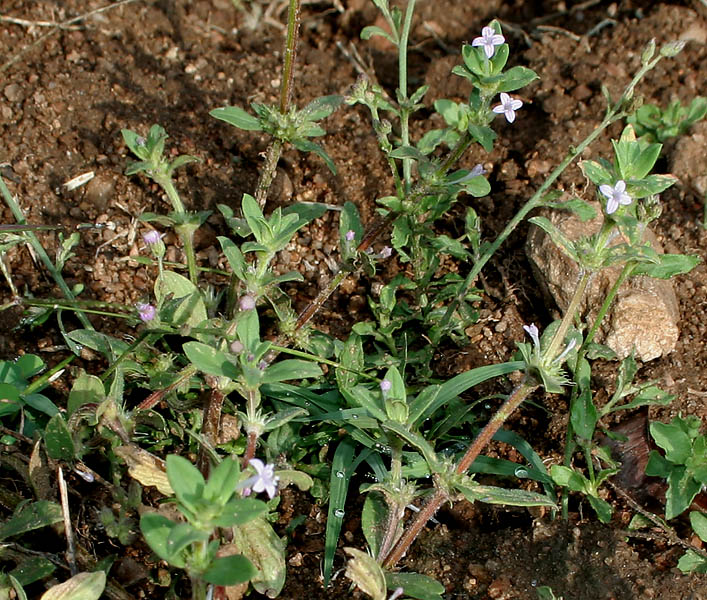
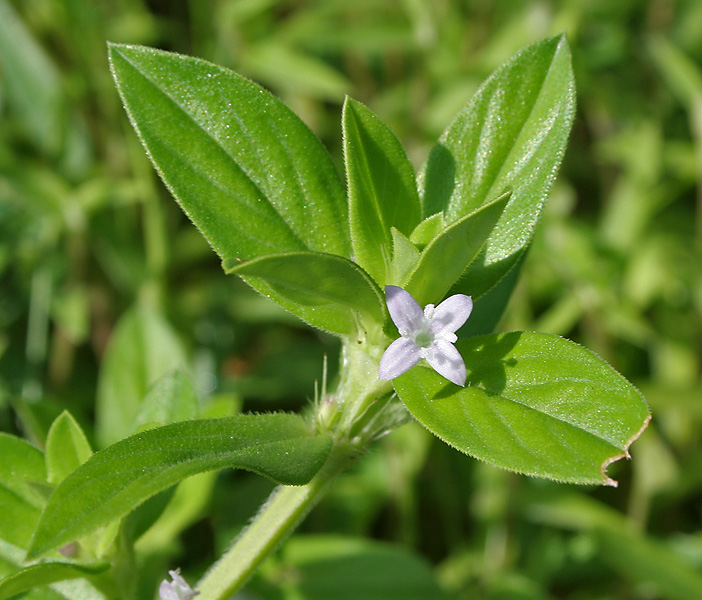
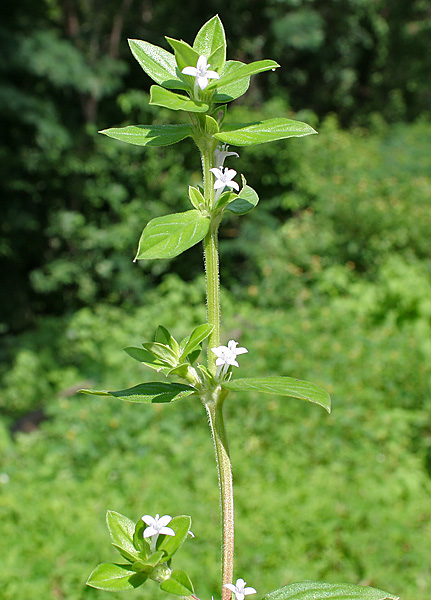